# پنیاسرادا-اوریساهارا

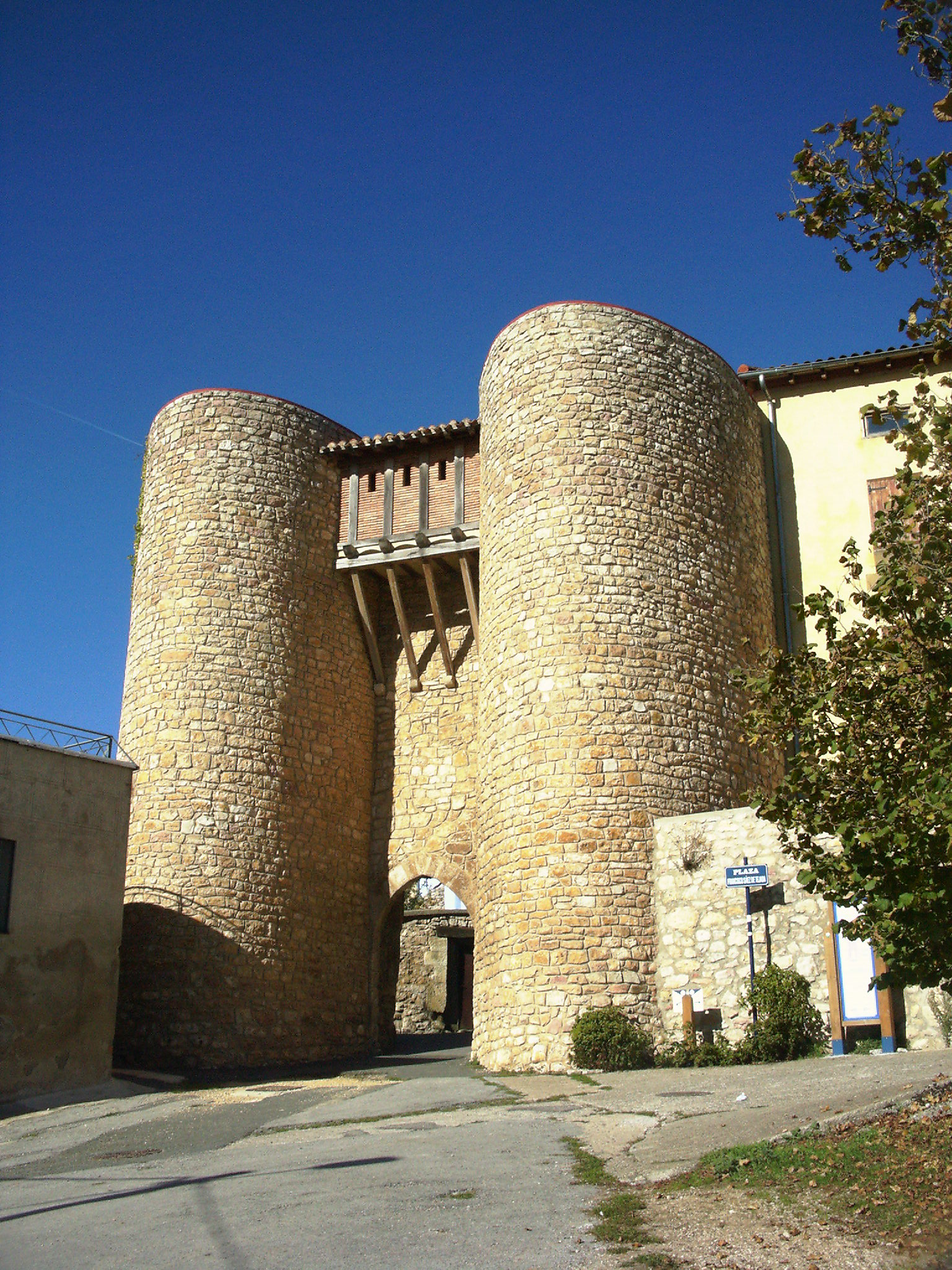
نگاره‌ای از دهستان پنیاسرادا-اوریساهارا - ۲۰۰۷

پنیاسرادا-اوریساهارا دهستانی در استان آلابای اسپانیا است.
در این دهستان ۲۶۰ نفر زندگی می‌کنند. مساحت این دهستان ۵۶.۹۶ کیلومتر مربع است.

## مراجع
- نام، جمعیت و مساحت از درگاه ملی آمار (اسپانیا) گرفته شده است.